# Ekonomisk Debatt
Ekonomisk Debatt är en svensk facktidskrift inom nationalekonomi och näraliggande ekonomiska ämnen som utges av Nationalekonomiska Föreningen med stöd av Bankdirektör J.H. Palmes Stiftelse för Ekonomisk Upplysning och Ekonomisk Forskning, Swedbank och Jan Wallanders och Tom Hedelius Stiftelse.
Tidskriften grundades 1973 i Stockholm av Nationalekonomiska Föreningen, närmare bestämt av bland andra ekonomerna Assar Lindbeck och Nils Lundgren. Nils Lundgren var även redaktör för Ekonomisk Debatt mellan 1973 och 1975.
Vid grundandet hade Ekonomisk Debatt den uttalade ambitionen att tillämpa de nationalekonomiska teorierna på praktiska, politiska problem, bland annat socialpolitik och offentlig förvaltning. Ekonomisk Debatts föregångare hette Nationalekonomiska föreningens förhandlingar och utgavs mellan 1878 och 1972. Man delar också ut Myrdalspriset.
Bland tidskriftens tidigare redaktörer märks Per Skedinger, Magnus Henrekson, Johan Torstensson, Bo Sandelin och Harry Flam. De två nuvarande redaktörerna är Niclas Berggren och Lina Maria Ellegård. Redaktörerna sitter normalt i två år.